# D20 System
Система d20 — це ігрова система для настільних рольових ігор, опублікована у 2000 році Wizards of the Coast, розроблена для третього видання Dungeons & Dragons .  
Значна частина системи d20 була випущена як системний довідковий документ (SRD) за ліцензією Open Game (OGL) як відкритий ігровий вміст (OGC), що дозволяє комерційним і некомерційним видавцям випускати модифікації або доповнення до системи без плати за використання пов’язаної з системою інтелектуальної власності, якою володіє Wizards of the Coast . 
Початковий поштовх до відкритого ліцензування системи d20 стосувався економіки виробництва рольових ігор (RPG). Ігрові додатки з часом зазнали набагато більшого зниження продажів, ніж основні книги, необхідні для гри. Райан Денсі, на той час бренд-менеджер Dungeons & Dragons, керував зусиллями щодо ліцензування нового видання Dungeons & Dragons через торгову марку d20 System, що дозволило іншим компаніям підтримувати систему d20 під загальним брендом. Це відрізняється від Ліцензії Open Game, яка просто дозволяє будь-якій стороні створювати роботи, що складаються з вмісту Open Game або є його похідними.

## Механіки

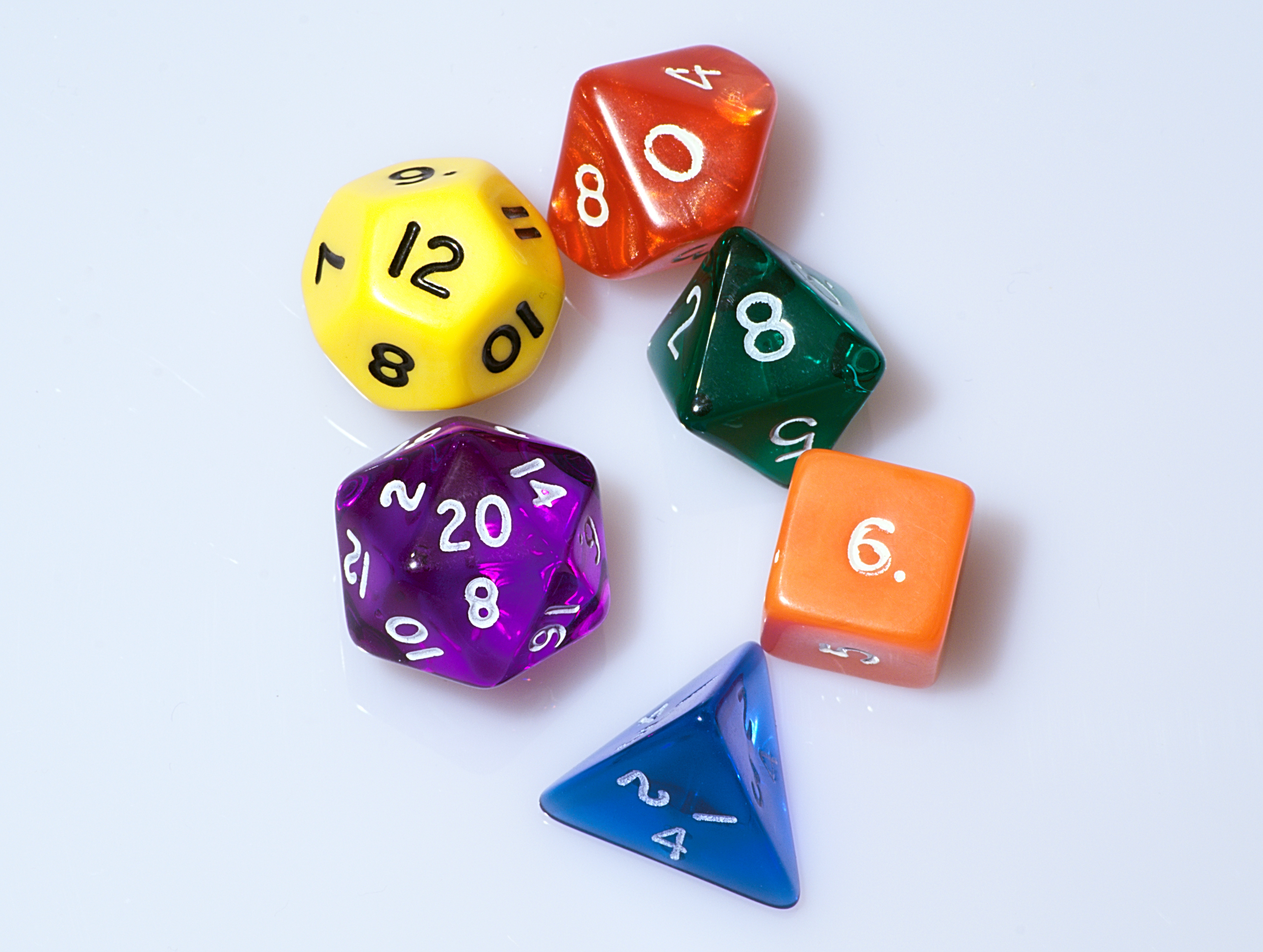
Кубики, що використовуються в системі d20.

Система d20 є похідною від третього видання ігрової системи Dungeons & Dragons . Трьома головними дизайнерами d20 були Джонатан Твіт, Монте Кук і Скіп Вільямс; також значний внесок зробили Річард Бейкер і тодішній президент Wizards of the Coast Пітер Адкісон . Багато хто вдячний Твіту за основні рішення в базовій ігромеханіці, які він запозичив з власної гри Ars Magica. Твіт відповідав на це: «Інші дизайнери вже мали основну механіку, схожу на нинішню, коли я приєднався до команди дизайнерів». 
Щоб виконати дію в системі d20, гравець кидає 20-гранний кубик і додає модифікатори на основі природних здібностей персонажа (визначених шістьма атрибутами : сила, спритність, статура, інтелект, мудрість і харизма) та досвіду персонажа в тій чи іншій області (наприклад, у бою), а також інші, ситуаційні модифікатори.  Якщо результат більший або дорівнює цільовому числу (так званому класу складності або DC), тоді дія вдається. Це називається основною механікою. Ця система постійно використовується для вирішення результатів перевірок у системі d20. У попередніх іграх сімейства D&D правила для різних дій значно відрізнялися: в залежності від дії успішним вважався високий або низький результат, також для різних дій потрібно було використовувати різни кубики.
Система d20 не представлена як універсальна в жодній зі своїх публікацій чи безкоштовних дистрибутивів, на відміну від ігрових систем, таких як GURPS . Скоріше, основна система була представлена в різноманітних форматах, які були адаптовані різними видавцями (як Wizards of the Coast, так і сторонніми) до певних сетингів і жанрів, подібно до системи Basic Role-Playing, загальної для ранніх ігор від досвідченого видавця рольових ігор Chaosium.
Правила для системи d20 визначені в системному довідковому документі або SRD (було випущено два окремих SRD, один для 3-го видання D&D і один для видання 3.5), які можна вільно копіювати або навіть продавати.  Розроблений для фентезійних ігор у (зазвичай) псевдосередньовічному середовищі, SRD взято з таких книг D&D : Player's Handbook v3.5, Expanded Psionics Handbook, Dungeon Master's Guide v3.5, Monster Manual v3.5, Deities і Demigods v3.0, Unearthed Arcana і Epic Level Handbook . Інформація з цих книг, яка не входить до SRD, включає детальні описи, антуражний текст та матеріал, який Wizards of the Coast розглядає як більш конкретну ідентичність продукту (наприклад, посилання на сетинг кампанії Greyhawk та інформацію про знищувачів розуму ).
d20 Modern має власний SRD, який називається Modern System Reference Document (MSRD). MSRD містить матеріали з d20 Modern Roleplaying Game, Urban Arcana Campaign Setting, d20 Menace Manual і d20 Future . MSRD може охоплювати широкий спектр жанрів, але призначений для сучасного або, у випадку останнього з них, футуристичного середовища.

## Історія

### Розробка
Райан Денсі вважав, що сила Dungeons & Dragons міститься в її ігровій спільноті, а не в ігровій системі, що підтверджувало його віру в аксіому Скаффа Еліаса,  що інші видавці лише підвищили успіх лідерів ринку RPG, якими тепер був Wizards of the Coast . Денсі також висунув теорію про те, що збільшення кількості ігрових систем послабило індустрію RPG, і ці переконання привели до ідеї дозволити іншим видавцям створювати доповнення для D&D .  :287Це призвело до появи пари ліцензій, випущених Wizards у 2000 році, перед випуском третього видання D&D : Open Gaming License (OGL) зробила механіку третього видання D&D постійно відкритою та доступною для використання як набір системних довідкових документів, тоді як ліцензія на торговельну марку d20 базується на цьому, дозволяючи видавцям використовувати офіційний знак Wizards "d20", щоб показати, що їхні продукти сумісні. На відміну від OGL, ліцензія d20 була написана таким чином, щоб її можна було скасувати в якийсь момент у майбутньому.

### 2000–2003: популярність d20
Спочатку відбувся бум в індустрії рольових ігор, викликаний ліцензією d20, і багато компаній виробляли власні продукти d20. Деякі компанії використовували систему d20, щоб спробувати збільшити продажі своїх власних систем, зокрема Atlas Games і Chaosium, тоді як багато інших видавців створювали ексклюзивний вміст d20. Цим займались як старі і досвідчені команди, такі як Alderac Entertainment, Fantasy Flight Games і White Wolf, так і нові компанії, такі як Goodman Games, Green Ronin, Mongoose Publishing і Troll Lord Games .  :287Успіх ліцензії d20 допоміг започаткувати індустрію RPG PDF ; був попит на продукти d20, і електронна доставка запропонувала гравцям дуже швидкий і дешевий спосіб розповсюдження контенту.  :288
Wizards також почали використовувати свою нову систему d20 не тільки для фантастичних ігор, включаючи рольову гру Star Wars (2000) і d20 Modern Roleplaying Game (2002).  :288Wizards розширили один з сетингів d20 Modern у повну збірку книг правил: Urban Arcana Campaign Setting (2003) і доповнили d20 науково-фантастичним d20 Future (2004) та історичним d20 Past (2005) сетингами, проте потім, у 2006 році, цей напрям перестали підтримувати, разом з d20 Modern та іншим сетингом -  Dark•Matter .  :292Сторонні видавці використовували ці жанрові книги d20 як основу для власних кампаній; теж. Наприклад, White Wolf використовував d20 Modern для публікації ліцензованої версії Gamma World (2006), а також кількох додатків.  :292

### Після 2003 року: DnD 3,5 і подальший розвиток d20
У відповідь на сексуально відверту Книгу еротичних фантазій (2003), анонсовану проектом Valar для Dungeons & Dragons, Wizards of the Coast змінили ліцензію d20, вимагаючи, щоб публікації відповідали «стандартам пристойності спільноти», що спонукало Valar просто видалити прямі посилання на Dungeons & Dragons і опублікувати книгу під ліцензією OGL. Ця подія підкреслила, що Wizards of the Coast все ще мали широкі повноваження вирішувати, що вважається законним матеріалом d20 а що - ні, що змусило сторонніх авторів ігор з недовірою публікуватися під ліцензією d20.  :293
На Gen Con 36 у серпні 2003 року Wizards опублікували оновлену версію Dungeons & Dragons, видання 3.5. Сторонніх видавців майже не попереджали про оновлення, тому багато компаній застрягли в книгах, які стали застарілими ще до того як їх побачила аудиторія. Wizards не робили оновлення для торгової марки d20.  :293Проблему загострювало те, що ринок страждав від сильного надлишку низькоякісного матеріалу, опублікованого під маркою D20, оскільки багато видавців, як дрібних, так і відомих, поспішили надрукувати погано написані пригоди та розширення, щоб спробувати скористатися популярністю d20, зрештою знизивши цінність бренду серед споживачів.  У період між цими двома кризами багато видавців d20 припинили діяльність або залишили сферу діяльності, але більшість із тих, хто залишився, повністю відмовилися від торгової марки d20, видаючи натомість під OGL. Видавці зрозуміли, що можуть видавати ігри d20, які не залежать від основних книг Wizards of the Coast, і видавці навіть почали створювати прямих конкурентів D&D, використовуючи OGL.  :293

## Ліцензія на товарний знак
Оскільки Dungeons & Dragons є найпопулярнішою рольовою грою у світі,   багато сторонніх видавців 2000-х створювали продукти, розроблені для сумісності з цією грою та її двоюрідним братом d20 Modern. Wizards of the Coast надав окрему ліцензію, яка дозволяла видавцям використовувати деякі терміни торгової марки та характерний логотип, щоб допомогти споживачам ідентифікувати ці продукти. Це було відомо як ліцензія на торговельну марку d20 System (d20STL).
d20STL вимагав від видавців не додавати у книгу правила створення й розвитку персонажів, застосувати певні зауваження та дотримуватися політики прийнятного вмісту. У продуктах D20STL також вимагалося чітко вказати, що для використання вони потребують основних книг від Wizards of the Coast. Усі продукти d20STL також мали використовувати OGL, щоб використовувати відкритий вміст системи d20. Однак продукти, які використовують лише OGL, не зв’язані цими обмеженнями; таким чином видавці змогли використовувати OGL без використання d20STL, а завдяки включенню власних правил створення й просування персонажів дозволили їм функціонувати як повністю автономні ігри.
З випуском 4-го видання Dungeons & Dragons у 2008 році Wizards of the Coast скасували оригінальну ліцензію d20STL, замінивши її новою ліцензією спеціально для D&D, відомою як ліцензія ігрової системи . Умови цієї ліцензії подібні до d20STL, але немає пов’язаного OGL або відкритого вмісту, а SRD 4-го видання лише перераховує елементи та умови, які можна використовувати в ліцензованих продуктах.  Це не вплинуло на правовий статус OGL, і продукти, засновані на SRD, все ще можуть випускатися тільки під OGL.

## Критика
На відміну від OGL, d20STL можна відкликати, а контролюється вона Wizards of the Coast. Wizards of the Coast має можливість змінювати ліцензію на торговельну марку d20 System за бажанням і надає короткий 30-денний «період на виправлення» для усунення будь-яких проблем із ліцензією до її припинення. Ці зміни заднім числом застосовуються до всіх матеріалів, опублікованих згідно з ліцензією на торговельну марку d20 System.

### Книга еротичних фантазійі зміни 2003 року
Коли ігрова компанія Valar Project під керівництвом колишнього бренд-менеджера Wizards of the Coast Ентоні Валтери спробувала опублікувати книгу d20 Book of Erotic Fantasy ( BoEF ), яка зосереджена на сексуальному вмісті, Wizards of the Coast змінила ліцензію на торговельну марку d20 System перед публікацією. BoEF, додавши положення про «стандарти якості», яке вимагає від видавців дотримання «стандартів пристойності спільноти». Згодом це завадило публікації книги під d20STL.  Wizards of the Coast сказали, що це було зроблено для захисту торгової марки d20 System. Згодом « Книга еротичних фантазій » була видана без торгової марки d20 System під OGL. Інші книги, які згодом були опубліковані за подібних обставин, включають Skirmisher Publishing 's Nuisances, яка містить на обкладинці застереження «Попередження: призначено лише для зрілих читачів».
Той самий раунд змін до ліцензії також визначив розмір обов'язкового тексту «Потрібно використовувати Посібник гравця Dungeons & Dragons, третє видання, опубліковане Wizards of the Coast» (який має бути на передній або задній обкладинці більшості фентезійних продуктів системи d20) і заборонив друкувати цей текст шрифтами різних розмірів. Це було викликано тієї ж книгою Валар; перші макети обкладинки мали слова «Dungeons & Dragons» у тексті вище, надруковані набагато більшим розміром і шрифтом, відмінним від решти, прямо у верхній частині передньої обкладинки. Це могло видати книгу за офіційну публікацію D&D для випадкового або необізнаного спостерігача. Опублікована версія не має цього тексту на обкладинці.

### Інша критика
Критиці піддаються також умови припинення дії ліцензії на торговельну марку d20 System через порушення її умов. Ліцензія вимагає, щоб у разі порушення умов d20STL, які включають будь-які подальші зміни ліцензії після публікації твору з використанням торгової марки d20 System, усі запаси надрукованих книг та маркетингові матеріали мали бути знищені. Дотримання цих умов є важким завданням для невеликих ігрових компаній. Сама загроза припинення ліцензії через цю умову стала серйозним ударом для нині неіснуючого видавця Fast Forward Entertainment, який випустив кілька книг, у яких використовувалась інтеллектуальна власність Wizards of the Coast що не була за відкритою ліцензією - причиною було неправильне розуміння ліцензії президентом компанії Джимом Уордом . .  
Інша критика стосується тієї частини ліцензії на торговельну марку d20 System, яка визначає «Відкритий ігровий вміст» для включення ігрової механіки та передбачає її ліцензування. Загальноприйнято вважати, що ігрова механіка не може бути захищена авторським правом у Сполучених Штатах. Відповідно до циркуляру на веб-сайті Бюро авторських прав США : «Після оприлюднення гри ніщо в законі про авторське право не заважає іншим розробляти іншу гру на подібних принципах». 
Одним із результатів цього стала відмова деяких видавців від ліцензії d20 System на користь простого позначення «OGL». Ліцензійні ігри Mongoose Publishing, засновані на власності Конана Варвара ( Conan: The Roleplaying Game ) і романі Роберта А. Хайнлайна Зоряний десант, наприклад, використовують системи, які функціонують майже ідентично d20, але не мають логотипу d20.

## Зовнішні посилання
- Офіційний веб-сайт системи d20 та ліцензії Open Gaming
- Відкрити сайт Gaming Foundation
- "The Hypertext d20 SRD v3.5" – довідковий документ системи d20
- d20 System, каталог посилань Open Directory Project
- d20Resources.com – довідкова документація HTML для відкритого вмісту d20.